# NoFX
NOFX (читається НоЕфЕкс, подібно до «no effects») — впливовий американський панк-гурт, одні з перших виконавців мелодичного хардкору. Заснований 1983 року у Сан-Франциско. Гурт випустив 12 альбомів, 14 синглів та відзняв 12 відеокліпів. Також даний колектив вплинув на творчість гурту Rise Against.

## Історія

### Ранні роки (1983—1990)
У 1983, гітарист Ерік Мелвін зустрів бас-гітариста/вокаліста Майка Буркетта (Фет Майк) та заснував гурт NO-FX, на честь бостонського харкор-панк гурту Negative FX. В цей час до них приєднався ударник Ерік «Smelly» Сендін. NOFX записали перше демо у 1984, під назвою Thalidomide Child спродюсоване ударником гурту Germs Don Bolles, було продано небагато копій, проте зараз вважається важливою раритетною річчю.  Фет Майк якось стверджував, що оригінальних копій немає. Він анонсував 2011, що це демо буде перевидане, та згодом, у 2012 це відбулося. Гурт видав свій перший міні-альбом NOFX на лейблі Mystic Records у 1985, який згодом, був перевиданий у 1992 як частина Maximum Rocknroll CD.
Склад гурту зазнав змін; однак, три перших учасники зараз знову у гурті. На рік, Ерік «Smelly» Сандін залишив гурт та був замінений Скотом Селлерсом, та згодом Скотом Алдал. Дейв Аллен був у гурті близько чотирьох місяців, доки не загинув у автомобільній аварії. У 1986, гурт видав міні-альбом So What If We're on Mystic!. Дейв Касільяс приєднався до гурту у якості другого гітариста у 1987 та брав участь у записі альбому The P.M.R.C. Can Suck on This, критикуючи кампанію PMRC з цензурування музики. До релізу Liberal Animation, збірка 14 ранніх пісень NOFX була видана лейблом Mystic Records. Альбом був однойменний, та включав пісні з міні-альбомів NOFX та So What If We're on Mystic!. Було продано близько 1,000 копій. Вартість альбому коливається від $80–$300. Обкладинка альбому є редизайн-версією обкладинка з міні-альбому NOFX.
NOFX записали Liberal Animation у 1988 разом з Бреттом Гуревичом з Bad Religion. Попри назву в деяких піснях висміюється вегетаріанство та права тварин, Фет Майк сказав, що став вегетаріанцем після написання альбому Liberal Animation. Альбом був перевиданий у 1991 на лейблі Гуревича Epitaph Records. Касільяс залишив гурт після запису Liberal Animation та був замінений на Стіва Кідвіллера. Гурт видав другий студійний альбом S&M Airlines на лейблі Epitaph у 1989.

### На лебйлі Epitaph (1991—2002)
У 1991, NOFX видали третій студійний альбом, Ribbed. Невдовзі після релізу альбому, Стів Кідвіллер залишив гурт, та Аурон Абейта (a.k.a. «El Hefe») приєднався до гурту. Разом з Абейта, гурт записав міні-альбом The Longest Line, наступний студійний альбом White Trash, Two Heebs and a Bean, виданий у травні та листопаді 1992 відповідно. Також у 1992, перший лейбл NOFX Mystic Records видав Maximum Rocknroll, що містив ранні сингли та демо пісні і по суті є перевиданням їх збірки 1989 року E Is for Everything. Хоча гурт стверджує, що Maximum Rocknroll було видано без їхньої згоди, він присутній у дискографії на їх вебсайті.
У 1994, панк-рок увірвався в мейнстрім завдяки альбомам The Offspring Smash, Bad Religion Stranger Than Fiction, Rancid Let's Go та Green Day Dookie, та NOFX отримали комерційний успіх з релізом їх п'ятого студійного альбому Punk in Drublic, який став найбільш касовим альбомом дотепер. Альбом золотий сертифікат від радіостанції KROQ (Лос-Анджелес), як крутила пісню «Leave It Alone». 

## Концерти в Україні
- Виступ «NoFX» відбувся у Києві в концертному клубі Stereo Plaza 2 червня 2013 року. Розігріваючим гуртом був Смех.[8]

## Учасники гурту
Поточні учасники
- Ерік Мелвін (Eric Melvin) — ритм-гітара, акордеон, бек-вокал (1983—1986, 1986–дотепер); ведуча гітара, бек-вокал (1983—1987)
- «Fat» Майк Беркетт (Mike Burkett) — бас-гітара, вокал (1983–дотепер); ведучий вокал (1983—1986, 1986–дотепер)
- «El Hefe» Аурон Абейта (Aaron Abeyta) — ведуча гітара, труба, бек-вокал (1991–дотепер)
- «Smelly» Ерік Сандін (Erik Sandin) — ударні (1983–1986, 1986–дотепер)

Колишні учасники
- Скотт Селлерс (Scott Sellers) — ударні  (1985)
- Скотт Алдал (Scott Aldahl) — ударні  (1986)
- Дейв Аллен (Dave Allen) — ведучний вокал, ритмічна гітара  (1986; помер у 1986)
- Дейв Касільяс (Dave Casillas) — ведуча гітара (1987–1989)
- Стів Кідвіллер (Steve Kidwiller) — ведуча гітара (1989–1991)

Схема

## Дискографія
Студійні альбоми
- Liberal Animation (1988)
- S&M Airlines (1989)
- Ribbed (1991)
- White Trash, Two Heebs and a Bean (1992)
- Punk in Drublic (1994)
- Heavy Petting Zoo (1996)
- So Long and Thanks for All the Shoes (1997)
- Pump Up the Valuum (2000)
- The War on Errorism (2003)
- Wolves in Wolves' Clothing (2006)
- Coaster (2009)
- Self Entitled (2012)
- First Ditch Effort (2016)
- Single Album (2021)